# Uitgeverij Vantilt
Uitgeverij Vantilt was een non-fictie-uitgeverij in Nijmegen opgericht in 1996 door Marc Beerens en Jos Joosten. Vantilt gaf boeken uit over cultuur, geschiedenis, literatuur en filosofie. Daarnaast gaf de uitgeverij twee tijdschriften uit, namelijk De Boekenwereld, over boek en print, en Filter, over vertalen. Sinds 2011 produceerde de uitgeverij fotoboeken onder de imprint 'Vantilt fragma'. Ook was bijvoorbeeld het Jaarboek Gelre ondergebracht bij Vantilt.

## Geschiedenis
Marc Beerens en Jos Joosten richtten in 1996 Uitgeverij Vantilt op om het proefschrift van Joosten te kunnen uitgeven. De naam ontleenden zij aan een Vlaams stripje, Taco Zip van Luc Cromheecke, waarin een varkentje dat als agent diende 'Vantilt' heette. Joosten heeft maar kort deel uitgemaakt van de uitgeverij; al vrij vlug richtte hij zich op zijn universitaire loopbaan. Nadat pogingen waren mislukt om een formelere band aan te gaan met de Radbouduniversiteit, werden de vooruitzichten in financieel opzicht somber. In 2020 stapte Beerens over naar uitgeverij Boom en verloren de andere werknemers hun baan. Vantilt blijft wel de reeds uitgegeven boeken distribueren.

## Prijzen
Enkele uitgaven van Vantilt zijn bekroond als "Best Verzorgde Boeken" in een jaarlijkse verkiezing waarvoor uitgevers hun mooiste uitgaven mogen inzenden, waaronder 1001 vrouwen uit de Nederlandse geschiedenis (Els Kloek) in 2013, Kinderprenten (Nico Boerma e.a.) in 2014 en de Landenreeks (een samenwerking met het Rijksmuseum) in 2015. Enkele titels, zoals 1001 vrouwen uit de Nederlandse geschiedenis, Historiezucht van Marita Mathijsen en 1848: Clubkoorts en revolutie van Geerten Waling, werden genomineerd voor de Libris Geschiedenis Prijs. In 2016 werd 1001 vrouwen uit de Nederlandse geschiedenis in een verkiezing georganiseerd door het Historisch Nieuwsblad uitverkozen tot beste geschiedenisboek aller tijden.